# Mirabel (kommunhuvudort)
Mirabel är en kommunhuvudort i Spanien.   Den ligger i provinsen Provincia de Cáceres och regionen Extremadura, i den centrala delen av landet, 220 km väster om huvudstaden Madrid. Mirabel ligger 500 meter över havet och antalet invånare är 742.
Terrängen runt Mirabel är kuperad söderut, men norrut är den platt. Runt Mirabel är det glesbefolkat, med 8 invånare per kvadratkilometer. Närmaste större samhälle är Galisteo, 13,0 km norr om Mirabel. Omgivningarna runt Mirabel är huvudsakligen savann.